# 鎌田豊成
鎌田 豊成（かまだ とよしげ、1936年 - ）は日本のアートディレクター、クリエイティブディレクター、造形作家。元長岡造形大学学長。

## 経歴
東京で生まれる。東京芸術大学美術学部工芸科図案計画専攻を卒業後、株式会社大広のアートディレクターとなる。その後、株式会社グレイ大広でクリエイティブディレクターを経て、1991年に有限会社カマダデザイン事務所を設立する。1994年に長岡造形大学教授となり、2004年に同大学学長に就任。2008年に学長を退任し、現在は長岡造形大学名誉教授である。
八雲会会員である。

## 諸活動
2002年～2003年に韓国の東西大学客員教授を務める。また、社団法人中越防災安全推進機構理事、新潟総合テレビ番組審議会委員、長岡市復興委員会委員など新潟県の地域活動に参画した。

## 業績
広告デザインなどで活躍し、展覧会の開催や東京芸術大学プランタン賞、東京アートディレクターズクラブ賞などの受賞歴も複数ある。